# Miloš Minařík
Miloš Minařík (* 3. srpna 1951, Němčičky) je bývalý český fotbalista, obránce. Po skončení aktivní kariéry působí jako trenér mládeže v Opatovicích.

## Fotbalová kariéra
V československé lize hrál za Zbrojovku Brno. Za Zbrojovku nastoupil v 17 ligových utkáních a dal 2 góly.

## Ligová bilance
| Ročník                                   | Zápasy | Góly | Klub           |
| ---------------------------------------- | ------ | ---- | -------------- |
| 1. československá fotbalová liga 1971/72 | 1      | 0    | Zbrojovka Brno |
| 1. československá fotbalová liga 1975/76 | 16     | 2    | Zbrojovka Brno |
| CELKEM                                   | 17     | 2    |                |